# 세이단정
세이단정(西淡町)은 효고현 미하라군에 아와지섬 남부에 위치했던 정이다.
2005년 1월 11일, 미하라군의 3개 정과 함께 미나미아와지시가 되었기 때문에 소멸하였다.

## 역사
- 1957년 7월 1일 - 마쓰호촌, 미나토정, 쓰이촌, 아나가촌, 이카리촌, 시치촌이 합병해 성립하였다.
- 2005년 1월 11일 - 미도리정, 미하라정, 난단정과 합병해 미나미아와지시가 성립하였다. 동일 세이단정은 폐지되었다.

## 행정
- 정장 : 나가에 카즈유키 (長江和幸) (1993년 7월 8일부터)

## 교통

### 도로
- 고베-아와지-나루토 자동차도